# NGC 233
NGC 233 (również PGC 2604 lub UGC 464) – galaktyka eliptyczna (E), znajdująca się w gwiazdozbiorze Andromedy. Odkrył ją William Herschel 11 września 1784 roku.